# Картер, Розалин
Элеанор Розалин Смит Картер (англ. Eleanor Rosalynn Smith Carter; 18 августа 1927[…], Плейнс, Джорджия[…] — 19 ноября 2023[…], Плейнс, Джорджия[…]) — супруга президента США Джимми Картера, первая леди США с 20 января 1977 по 20 января 1981 года.

## Биография

### Ранние годы
Элеанор Розалин Смит родилась в селении Плэйнс в штате Джорджия. Её отец был фермером и владел собственной автомастерской, а мать, портниха, вела домашнее хозяйство. Когда девочке было 13 лет, её отец скончался от лейкоза. Будучи самым старшим ребёнком в семье, Розалин помогала матери в воспитании двух своих братьев и сестры. Окончив среднюю школу, она поступила в колледж, однако вскоре бросила учёбу.

### Семья
Хотя их семьи и были давно знакомы, Розалин Смит познакомилась с Джимми Картером только в 1945 году. Поженились они в июле 1946 года. У супругов четверо детей: сыновья Джон Уильям «Джек» (род. 1947), Джеймс Эрл «Чип» (род. 1950), Доннел Джеффри «Джефф» (род. 1952) и дочь Эми Линн (род. 1967). В 1953 году её муж, оставив карьеру в морском флоте, занялся выращиванием арахиса, продолжив дело умершего отца. Розалин фактически стала его партнёром по бизнесу, взяв на себя бухгалтерские обязанности. Впоследствии Картер говорил, что самым большим его достижением стала женитьба на Розалин: «Это апофеоз моей жизни».
Супруг Джимми Картер скончался 29 декабря 2024 года в возрасте 100 лет.

### Путь в политику
В 1962 году Джимми Картер был избран в сенат штата Джорджия, а в 1970 году вступил на пост губернатора штата. С тех пор Розалин начала вести активную политическую жизнь. Поначалу она несколько побаивалась своих новых обязанностей, но вскоре уверенно стала принимать отечественные и иностранные делегации, участвовать в общественных мероприятиях и выполнять прочие протокольные требования. Также она сосредоточила своё внимание на оказании помощи душевнобольным.
В 1975 году Картер начал задумываться о выдвижении своей кандидатуры на пост президента. Поддержав намерения мужа, Розалин начала активное участие в предвыборной кампании, агитируя в его пользу в своих поездках по стране. Победив на выборах, Картер принёс президентскую присягу 20 января 1977 года. Затем во время инаугурационного парада Розалин Картер вместе с мужем за руку проследовали к Белому дому.

### Первая леди
Хотя Розалин поддерживала политический курс мужа, в некоторых вопросах у них наблюдалось принципиальное расхождение. Так, в отличие от Картера, она выступала против смертной казни и высказывалась за право женщин самим решать вопросы, связанные с беременностью.
Розалин Картер представляла интересы мужа в зарубежных поездках и встречах с иностранными лидерами. В 1977 году она посетила в качестве дипломатического представителя Латинскую Америку. В 1979 году возглавила делегацию в Таиланд, направленную на решение проблем, связанных с камбоджийскими и лаосскими беженцами. Также она была активным пропонентом Поправки о равных правах (законопроекта о равных правах женщин, который в итоге так и не был принят). Согласно опросам, она была признана одной из наиболее влиятельных жён президентов и одной из самых популярных первых леди в послевоенное время. После смерти Барбары Буш с 17 апреля 2018 года до 2023 года она являлась старейшей первой леди из живущих в то время пятерых бывших первых леди.

### Последующая деятельность

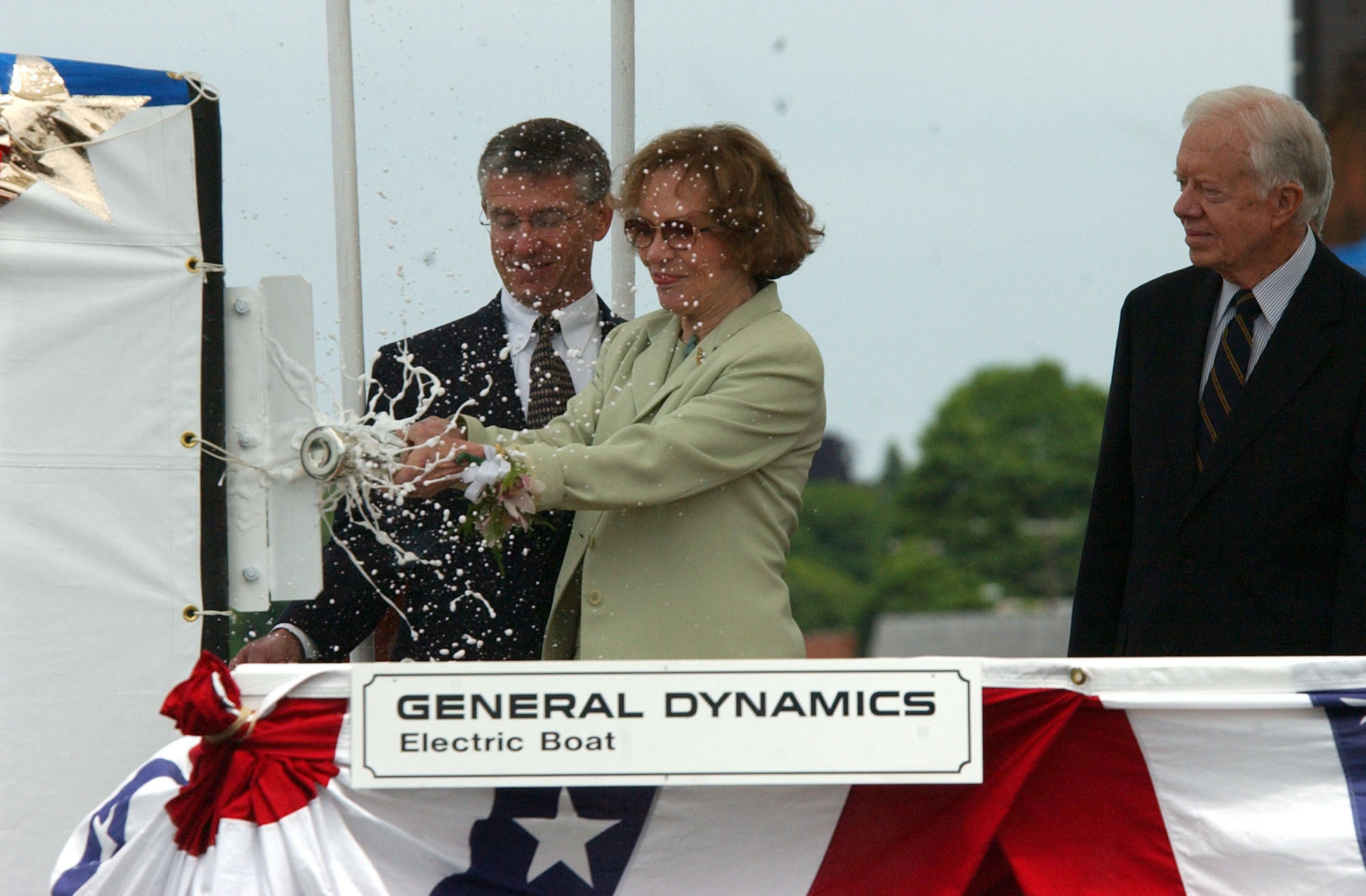
Розалин Картер в роли «крёстной матери» атомной подводной лодки USS Jimmy Carter (SSN-23), 5 июня 2004

В 1980 году Картер проиграл на президентских выборах Рональду Рейгану. Розалин Картер в 1982 году стала соучредителем правозащитной организации Центр Картера, а в 1987 году основала Институт попечительства, сосредоточивший свою работу на заботе о людях с хроническими заболеваниями, инвалидностью, ограничениями, связанными с преклонным возрастом и другими проблемами.

### Смерть
17 ноября 2023 года ей стали оказывать паллиативную помощь на дому. Скончалась 19 ноября 2023 года в своём доме в Плейнсе, штат Джорджия, от естественных причин в возрасте 96 лет.
С 27 по 29 ноября состоялось прощание с первой леди, представляющее собой серию церемоний, проходящих в Атланте и Плейнсе, по завершении которой прошли похороны. На церемонии прощания с Розалин Картер в Университете Эмори в Атланте присутствовали, помимо Джимми Картера и других членов семьи Картер, президент США Джо Байден и первая леди США Джилл Байден, экс-президент США Билл Клинтон, все живущие экс-первые леди США (Хиллари Клинтон, Лора Буш, Мишель Обама и Мелания Трамп). Джимми Картер прибыл на церемонию в инвалидной коляске из хосписа. Частная похоронная церемония состоялась 29 ноября в Плейнсе.